# Shuangqing (musique)
Pour les articles homonymes, voir District de Shuangqing.
Le shuangqing (chinois simplifié : 双清 ; chinois traditionnel : 雙清 ; pinyin : shuāngqīng) est un luth chinois à manche très long et très fin, assez proche sanxian et de son dérivé japonais qu'est le shamisen.

## Lutherie
Il en existe deux variantes à la caisse de résonance hexagonale, avec une table d'harmonie soit en peau de chat ou de chien, soit en simili-serpent. Le chevillier est traditionnel avec quatre grandes chevilles.
Le manche est long et fretté et ne se prolonge pas sur la table d'harmonie. Il y a quatre cordes en soie ou métal.